# Milton Robert Carr

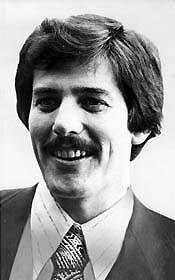
Milton Robert Carr

Milton Robert „Bob“ Carr (* 27. März 1943 in Janesville, Wisconsin; † 27. August 2024 in Washington, D.C.) war ein US-amerikanischer Politiker (Demokratische Partei). Zwischen 1975 und 1995 vertrat er zweimal den Bundesstaat Michigan im US-Repräsentantenhaus.

## Werdegang
Milton Carr besuchte die öffentlichen Schulen seiner Heimat und studierte danach bis 1965 an der University of Wisconsin–Madison. Nach einem anschließenden Jurastudium an derselben Universität und seiner im Jahr 1969 erfolgten Zulassung als Rechtsanwalt begann er in Lansing (Michigan) in seinem neuen Beruf zu arbeiten. Von 1970 bis 1972 war er stellvertretender Attorney General von Michigan. Gleichzeitig schlug er als Mitglied der Demokratischen Partei eine politische Laufbahn ein.
Bei den Kongresswahlen des Jahres 1974 wurde er im sechsten Wahlbezirk von Michigan in das US-Repräsentantenhaus in Washington gewählt, wo er am 3. Januar 1975 die Nachfolge von Charles E. Chamberlain antrat. Nach zwei Wiederwahlen konnte er bis zum 3. Januar 1981 drei Legislaturperioden im Kongress absolvieren. Zeitweise war er damals Mitglied im Streitkräfteausschuss. Bei den Wahlen des Jahres 1980 unterlag er dem Republikaner James Whitney Dunn. Zwei Jahre später gelang es ihm, sein Mandat von Dunn zurückzugewinnen. Nach fünf Wiederwahlen konnte er zwischen dem 3. Januar 1983 und dem 3. Januar 1995 sechs weitere Amtszeiten im Kongress verbringen. Seit 1993 vertrat er als Nachfolger von J. Bob Traxler den achten Distrikt von Michigan. Carr war zeitweise Mitglied im Haushaltsausschuss und im Unterausschuss für Transporte.
Im Jahr 1994 verzichtete Carr zu Gunsten einer Kandidatur für den US-Senat auf eine mögliche Wiederwahl in das Repräsentantenhaus. Er gewann die Vorwahlen seiner Partei, unterlag dann aber dem Republikaner Spencer Abraham. Seit 2005 arbeitete er für eine Anwaltskanzlei in Washington und als Lobbyist.